# خوان كارلوس ميسا
خوان كارلوس ميسا (بالإسبانية: Juan Carlos Mesa)‏ هو كاتب سيناريو وممثل أرجنتيني، ولد في 15 مايو 1930 بقرطبة في الأرجنتين، وتوفي في 2 أغسطس 2016 ببوينس آيرس في الأرجنتين بسبب السكري.

## وصلات خارجية
- خوان كارلوس ميسا على موقع IMDb (الإنجليزية)
- خوان كارلوس ميسا على موقع ديسكوغز (الإنجليزية)
- خوان كارلوس ميسا على موقع قاعدة بيانات الفيلم (الإنجليزية)
- خوان كارلوس ميسا على موقع كينوبويسك (الروسية)